# Brough (Cumbria)
Pour les articles homonymes, voir Brough.
Brough ou Brough under Stainmore, est un village anglais situé dans le comté de Cumbria dont la population avoisinait 680 habitants en 2001.

## Localisation
Le village est bâti à proximité de la route A66 (en) à 13 km au sud-est d'Appleby, 8 km au nord-est de Kirkby Stephen et 45 km au nord-est de Kendal par l'A685.